# Šoštanj
Šoštanj () je mesto s skoraj 3.000 prebivalci v Šaleški dolini na Slovenskem Štajerskem v Republiki Sloveniji in središče istoimenske občine, znano po energetskem obratu Termoelektrarna Šoštanj. O nekdanjem sijaju meščanskega mesta z bogato zgodovino proizvodnje usnja pričajo posamezne stavbe, posebno mesto pa ima stavba v neorenesančnem slogu - Kajuhov dom, kjer se je rodil pesnik Karel Destovnik Kajuh.

## Ime in grb
Ime izhaja iz nemške besede »Schönstein« ali lepi kamen in je upodobljeno na mestnem grbu v obliki treh srčkov, ki ponazarjajo lego starega šoštanjskega gradu iz 12. stoletja, danes znanega kot Pusti grad.

## Lega
Šoštanj leži v zahodnem delu Šaleške doline, na ravnici ob reki Paki. Ravninski del je obdan s predalpskim hribovjem, ki predstavlja zahodno obrobje Šaleške doline. Struga reke Pake se na izteku iz Šoštanja spusti v ozko sotesko Penk(a), čez katero poteka povezava s sosednjo Savinjsko dolino. Na vzhodnem delu Šoštanja se proti Velenju razprostira Družmirsko jezero, najgloblje jezero v Sloveniji, nastalo zaradi ugrezanja tal nad opuščenimi rovi Premogovnika Velenje.

## Zgodovina
Zgodovina Šoštanja je močno povezana z Družmirjem, vasjo, ki je nekdaj stala v neposredni bližini Šoštanja. Na območju vasi so se naselile prve skupine slovenskega naroda, z njimi naj bi prišel tudi knez Tresimir. Še pred njimi so tod živeli staroselci, o čemer pričajo arheološke najdbe na območju Falkovega kloštra. Kasneje se je razvoj prenesel v trg Šoštanj, prve omembe kraja izvirajo iz 12. stoletja. Iz tega časa izhaja grad Šoštanj, danes imenovan tudi z vzdevkom »Pusti grad«. Pod njim se je razvil trg Šoštanj, v katerem je bilo v srednjem veku živahno trško življenje. Živela je trgovska, obrtniška in sejemska dejavnost. K temu sta pripomogli ugodna prometna lega na poti med Koroško in srednjo Savinjsko dolino ter že v 14. stoletju pridobljene trške pravice. Šoštanj je imel tri gradove. Grad Šoštanj je najstarejši izmed njih, njegove ruševine in obnovljen obrambni stolp stojijo še danes na pobočju nad Šoštanjem. Trška graščina je bila v neposredni bližini zgornjega dela trga, bila je nekakšen upravni oziroma mestni grad. Ob požaru v 18. stoletju je pogorela in šoštanjska gosposka si je uredila nov grad, v stavbi današnje graščine Turn.  
Po zatonu srednjega veka Šoštanj ni miroval, njegov gospodarski pomen se je vrnil konec 19. stoletja. Temu je največ pridala usnjarska industrija družine Vošnjak, ki je v Šoštanju postavila enega največjih tovrstnih obratov v Avstro-ogrski monarhiji. S svojim kakovostnim usnjem so ponesli ime Šoštanja v širni svet. Zanimiva za ogled je njihova predmestna vila Široko, v kateri je danes prijetna restavracija. Nekdanjo trško podobo odslikuje današnji Trg bratov Mravljak, osrednji trg Šoštanja obdan z obnovljenimi trškimi stavbami. Med njimi izstopa Stari magistrat, hiša, v kateri je bil dolga leta sedež upravne oblasti trga Šoštanj, od leta 1911 do srede petdesetih let dvajsetega stoletja, pa sedež mesta Šoštanj. Stičišče kulturnih dogodkov na trgu je Mestna galerija, kjer razstavljajo domači in gostujoči umetniki in se odvijajo številne manjše kulturne prireditve. Bisera arhitekture sta še Kajuhov dom, rojstna hiša pesnika Karla Destovnika – Kajuha in Vila Mayer, v kateri občina Šoštanj ureja prostore za stalno zbirko domačega akademskega kiparja Ivana Napotnika. Miren kotiček je cerkev sv. Mohorja in Fortunata, ki je ena izmed najstarejših stavb v Šoštanju. V njenem prezbiteriju so dragocene freske, odlikuje jih visoka starost, posebna tehnika izdelave in simbolna razvrstitev poslikav v posvečenem prostoru. Šoštanj zavhzema tudi zaselek Preloge. Poleg znamenitosti preteklega časa je v Šoštanju moč obiskati tudi mesta današnje »zgodovine«. To je Družmirsko jezero, ki je pričelo nastajati z ojezerjevanjem Družmirskega polja sredi sedemdesetih let dvajsetega stoletja in Termoelektrarna Šoštanj, ki proizvede povprečno eno tretjino vse slovenske električne energije.

## Znamenitosti Šoštanja
- Razvalina šoštanjskega gradu - Pusti grad iz 12. stoletja, stoji nad mestom.
- Pod gradom leži najmogočnejša stavba v Šoštanju, graščina Turn, ki je bila prvotno grajska kašča, leta 1734 pa so jo prezidali v plemiško prebivališče.
- Zanimiva za ogled je predmestna vila Široko, ki je bila pred vojno last usnjarjev Vošnjakov. Odlikujejo jo pozidava in lepo oblikovani detajli tako na zunanji strani kot v notranjosti. Obdaja jo zgledno vzdrževan angleški park.
- Najstarejša zgradba v Šoštanju je cerkev sv. Mohorja, ki je nastala leta 1300, njena današnja podoba pa je iz 18. stoletja. Od njenega začetka pa se je ohranil le zvonik s freskami.
- Kajuhov dom je zgrajen v neorenesančnem slogu in je rojstni kraj pesnika Karla Destovnika Kajuha.
- Vila Mayer, kjer je živel in deloval nekdanji šoštanjski župan in odvetnik dr. Fran Mayer.
- Nad Šoštanjem v naselju Zavodnje je etnografski spomenik Kavčnikova domačija
- Dvorec Gutenbuchel (Marovška graščina) na položni vzpetini sredi parka v Ravnah pri Šoštanju.

## Znameniti Šoštanjčani
- Davorin Ravljen - literat, pisatelj in novinar.
- Josip Vošnjak - industrialec in narodni buditelj.
- Mihael Vošnjak - poslanec, politik, gospodarstvenik.
- Lavrencij Vošnjak - duhovnik iz vplivne rodbine Vošnjakov, rojen v Konovem pri Velenju, ki je v Šoštanju služboval v letih 1868-1872.
- Franz Xaver Woschnagg - tovarnar in podjetnik, ki je omogočil razvoj Woschnaggove usnjarske obrti v veleindustrijo.
- Franz Woschnagg - tovarnar in podjetnik.
- Hans Woschnagg - župan, tovarnar, poslanec, podjetnik
- Karel Destovnik - Kajuh - pesnik, udeleženec NOB in narodni heroj.
- Franc Hribernik - zgodovinar in pedagog, ki se je ukvarjal z zgodovino Šoštanja in okolice.
- Fran Mayer - pravnik in uradnik, ki je deloval kot šoštanjski župan in leta 1931 omogočil izgradnjo prvega vodovodnega sistema v Šaleški dolini.
- Ivan Napotnik - kipar.
- Iztok Puc - rokometaš.
- Peter Musi (tudi Mussi) - pedagog, bibliotekar, kmetovalec in hranilničar.
- Ivan Blaž Röck (part. i. Biba) - udeleženec NOB.
- Jože Lampret - duhovnik in udeleženec NOB.
- Nestl Žgank - župan in direktor.
- Eberhard Šoštanjski - plemič.
- Herman Šoštanjski - plemič.
- Ivan Samonigg - oficir Avstro-Ogrske vojske in reorganizator avstrijskega vojaškega šolstva.

## Zgradbe, dejavnosti in združenja
- Planinsko društvo Šoštanj
- Košarkarski klub Elektra
- Termoelektrarna Šoštanj
- Župnija Šoštanj
- Trška pot okoli Šoštanja
- Družmirsko jezero
- Grad Šoštanj
- Vila Mayer